# Giovanna Chaves
Giovanna Chaves là nữ diễn viên và ca sĩ người Brasil. Cô được biết đến với vai Verônica trong sê-ri Samantha!.

## Cuộc đời và sự nghiệp
Giovanna Chaves sinh ngày 4 tháng 12 năm 2001 tại thành phố São Paulo, Brasil. Giovanna có một chị gái tên Bruna. Cô bắt đầu sự nghiệp của mình qua việc làm người mẫu quảng cáo và chụp ảnh, đóng phim quảng cáo và diễn trong các sự kiện thời trang. Cô cũng tham gia trong một số chương trình truyền hình thực tế như Ídolos Kids và Programa do Gugu. Cô cũng tham gia một số phim như loạt phim thuộc thể loại telenovela có tựa đề Cúmplices de um Resgate,. Vai diễn "Priscilla" của cô trong phim nhận được nhiều phản hồi tích cực từ khán giả. Về lĩnh vực điện ảnh, cô từng tham gia trong tác phẩm năm 2017 là Academia de Estrelas (trong phim, cô vào vai Verônica). Bắt đầu từ năm 2018, cô vào vai Valentina trong sê-ri truyền hình Samantha!.

### Sự nghiệp ca nhạc
Sau khi tham dự cuộc thi tài năng âm nhạc Ídolos Kids, cô cho ra mắt album phòng thu đầu tay cùng tên (Giovanna Chaves) vào năm 2012. Ca khúc nổi bật nhất trong album này của cô là "Imaginar" khi nó được lựa chọn làm nhạc phim cho Chiquititas. Để tiếp tục thành công của album trước, cô ra mắt album phòng thu thứ hai có tựa đề "Vem Comigo" vào năm 2016. Album được phổ biến rộng rãi trong giới trẻ nói riêng và toàn Brasil nói chung.